# Margit Geijer
Margit Geijer, född 1 september 1910 i Helsingfors, död 19 oktober 1997 i Stockholm, var en svensk författare och konstnär.

## Biografi
Geijer var dotter till Gösta Geijer i dennes äktenskap med Signe Vallgren och hade två syskon, Karin och Erik. Då Geijer var två år avled modern och två år senare även fadern. Geijer adopterades av major Frans Göthlin och hans maka Brita Göthlin i Karlstad.
Margit Geijer utbildade sig till skulptör och pianist, men studerade även teater för Julia Håkansson. Efter avslutad utbildning engagerades Geijer vid Mindre Teatern i Stockholm där hon bland annat medverkade i Norrtullsligan och Kontraband (1930). Geijer gav emellertid upp karriären och återvände till adoptivföräldrarna som nu flyttat till Kristinehamn.
Geijer gifte sig med amanuensen Folke Råberg och flyttade till Äppelviken i Bromma med make och föräldrar. Hon började skriva på försök. Hennes debutbok Resa i Arkadien togs väl emot, bland annat med ett bildreportage i Idun. Hon skulpterade samtidigt hemma i bostaden och sålde sina verk till konsthandlare.
Efter en tid skilde sig makarna och Geijer levde ensam under några år. Hon flyttade sedan till  Katrineholm där hon ingick äktenskap med stadsingenjör Axel Stenberg. Så småningom flyttade makarna till Ekeby, en gård i stort behov av renovering. Geijer skrev kåserier, bland annat om renoveringen, i Tidningen Folket. Dessutom skrev hon inredningsartiklar i Allt i Hemmet och i Damernas Värld 1965. Därtill skrev hon en mängd noveller för veckotidningar och kåserier för Sveriges Radio. Pjäsen Sista vårterminen sändes i svensk och finsk radio. År 1974 var Geijer sommarvärd.
Geijer kände varmt för miljön, ett engagemang som sannolikt präglats av faderns intresse för ämnet. Hon turnerade i landet och kåserade om och för en levande natur med ett rikt djurliv. Miljöengagemanget lyser igenom i många av hennes böcker.
Geijer erhöll flera naturastipendier som möjliggjorde resor i världen.

## Utmärkelser
- Södermanlands läns kulturstipendium
- Litteraturfrämjandets stipendium (för boken Djuren i Ekebyskogen)

## Teater

### Roller
| År   | Roll         | Produktion                   | Regi            | Teater                |
| ---- | ------------ | ---------------------------- | --------------- | --------------------- |
| 1930 |              | Norrtullsligan Einar Fröberg | Einar Fröberg   | Teatern vid Sveavägen |
| 1930 | Eva Granberg | Kontraband Oscar Rydqvist    | Edvin Adolphson | Mindre teatern        |

## Radioteater

### Roller
| År   | Roll             | Produktion                  | Regi          |
| ---- | ---------------- | --------------------------- | ------------- |
| 1944 | Ulla Hawerskiöld | Amiralinnan Hilding Östlund | Gunnar Olsson |